# 数字图像
數位影像，是二维图像用有限数字数值像素的表示。

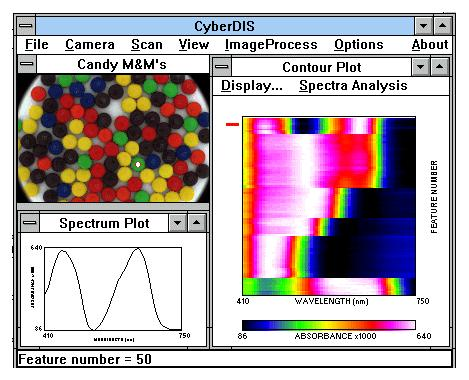
數位影像軟體

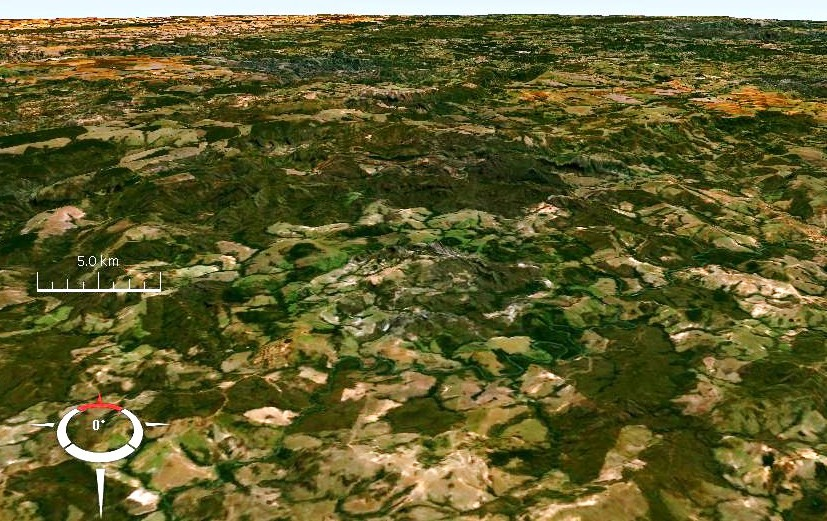
數位影像製作的地理資訊系統

通常，像素在计算机中保存为二维整数数组的光栅图像，这些值经常用压缩格式进行传输和储存。
数字图像可以许多不同的输入设备和技术生成，例如数码相机、扫描仪、坐标测量机、seismographic profiling、airborne radar等等，也可以从任意的非图像数据合成得到，例如数学函数或者三维几何模型，三维几何模型是计算机图形学的一个主要分支。数字图像处理领域就是研究它们的变换算法。

## 数字图像种类
每个图像的像素通常对应于二维空间中一个特定的'位置'，并且有一个或者多个与那个点相关的采样值组成数值。根据这些采样数目及特性的不同数字图像可以划分为：
- 二值图像：图像中每个像素的亮度值(Intensity)仅可以取自0或1的图像，因此也称为1-bit图像。
- 灰度图像：也称为灰阶图像: 图像中每个像素可以由0(黑)到255(白)的亮度值(Intensity)表示。0-255之间表示不同的灰度级。
- 彩色图像 (Color image)：彩色图像主要分为两种类型，RGB及CMYK。其中RGB的彩色图像是由三种不同颜色成分组合而成，一个为红色，一个为绿色，另一个为蓝色。而CMYK类型的图像则由四个颜色成分组成：青C、品M、黄Y、黑K。CMYK类型的图像主要用于印刷行业。
- 假彩色图像
- 多光譜圖像（Multi-spectral）
- thematic
- 立体图像：立体图像是一物体由不同角度拍摄的一对图像，通常情况下我们可以用立体像计算出图像的深度信息。
- 三维图像：三维图像是由一组堆栈的二位图像组成。每一幅图像表示该物体的一个横截面。

数字图像也用于表示在一个三维空间分布点的数据，例如计算机断层扫描设备生成的图像，在这种情况下，每个数据都称作一个體素。

## 数字图像显示
目前比较流行的图像格式包括光栅图像格式BMP、GIF、JPEG、PNG等，以及矢量图像格式WMF、SVG等。大多数浏览器都支持GIF、JPG以及PNG图像的直接显示。SVG格式作为W3C的标准格式在网络上的应用越来越广。
一些图片察看工具提供幻灯片显示工具，能够自动地一张一张察看图片。

## 图像校准
数字图像的恰当应用通常需要数字图像与看到的现象之间关系的知识，也就是几何和光度学或者传感器校准。另外需要记住的是像素有限空间分辨率带来的误差和每个采样点都需要量化到一个有限的数值。